# Indywidualne Mistrzostwa Świata na Żużlu 1938
Indywidualne Mistrzostwa Świata na Żużlu 1938 - cykl turniejów żużlowych mających wyłonić najlepszych żużlowców na świecie. Tytuł wywalczył Australijczyk Bluey Wilkinson.
Wyniki półfinałowe
| Msc. | Zawodnik         | Kraj              | Pkt |  |  |
| ---- | ---------------- | ----------------- | --- |  |  |
|      | Bluey Wilkinson  | Australia         | 8   |  |  |
|      | Wilbur Lamoreaux | Stany Zjednoczone | 7   |  |  |
|      | Cordy Milne      | Stany Zjednoczone | 7   |  |  |
|      | Jack Milne       | Stany Zjednoczone | 7   |  |  |
|      | Lionel van Praag | Australia         | 7   |  |  |
|      | Bill Kitchen     | Wielka Brytania   | 6   |  |  |
|      | Arthur Atkinson  | Wielka Brytania   | 5   |  |  |
|      | Benny Kaufman    | Stany Zjednoczone | 5   |  |  |
|      | Eric Langton     | Wielka Brytania   | 5   |  |  |
|      | George Newton    | Wielka Brytania   | 5   |  |  |
|      | Geoff Pymar      | Wielka Brytania   | 5   |  |  |
|      | Alec Statham     | Wielka Brytania   | 5   |  |  |
|      | Tommy Croombs    | Wielka Brytania   | 4   |  |  |
|      | Jack Parker      | Wielka Brytania   | 4   |  |  |
|      | Tommy Price      | Wielka Brytania   | 4   |  |  |
|      | Frank Varey      | Wielka Brytania   | 4   |  |  |
|      | Jack Ormston     | Wielka Brytania   | 0   |  |  |

Zawody finałowe
- 1 września 1938 r. (czwartek),  Londyn - Stadion Wembley

| Msc. | Zawodnik          | Kraj              | Pkt |             |  |
| ---- | ----------------- | ----------------- | --- | ----------- |  |
| 1    | Bluey Wilkinson   | Australia         | 14  | (3,3,3,3,2) |  |
| 2    | Jack Milne        | Stany Zjednoczone | 14  | (3,3,2,3,3) |  |
| 3    | Wilbur Lamoreaux  | Stany Zjednoczone | 13  | (3,1,3,3,3) |  |
| 4    | Lionel van Praag  | Australia         | 11  | (3,2,2,1,3) |  |
| 5    | Bill Kitchen      | Wielka Brytania   | 9   | (2,2,1,2,2) |  |
| 6    | Cordy Milne       | Stany Zjednoczone | 8   | (1,3,3,0,1) |  |
| 7    | Alec Statham      | Wielka Brytania   | 8   | (2,3,0,0,3) |  |
| 8    | Eric Langton      | Wielka Brytania   | 8   | (1,2,2,3,0) |  |
| 9    | Benny Kaufman     | Stany Zjednoczone | 7   | (2,1,0,2,2) |  |
| 10   | Jack Parker       | Wielka Brytania   | 6   | (2,2,2,0,0) |  |
| 11   | Arthur Atkinson   | Wielka Brytania   | 5   | (1,0,2,1,1) |  |
| 12   | Tommy Price       | Wielka Brytania   | 4   | (1,0,1,2,0) |  |
| 13   | Tommy Croombs     | Wielka Brytania   | 4   | (0,1,1,1,1) |  |
| 14   | George Newton     | Wielka Brytania   | 2   | (0,1,0,1,0) |  |
| 15   | Geoff Pymar       | Wielka Brytania   | 2   | (0,0,1,0,1) |  |
| 16   | Frank Varey       | Wielka Brytania   | 0   | (0,0,0,-,-) |  |
|      | rez. Jack Ormston | Wielka Brytania   | 5   | (3,2)       |  |

Do końcowej klasyfikacji wliczono wyniki półfinałów
| Msc. | Zawodnik         | Kraj              | Pkt |  |  |
| ---- | ---------------- | ----------------- | --- |  |  |
| 1    | Bluey Wilkinson  | Australia         | 22  |  |  |
| 2    | Jack Milne       | Stany Zjednoczone | 21  |  |  |
| 3    | Wilbur Lamoreaux | Stany Zjednoczone | 20  |  |  |
| 4    | Lionel van Praag | Australia         | 18  |  |  |
| 5    | Bill Kitchen     | Wielka Brytania   | 15  |  |  |
| 6    | Cordy Milne      | Stany Zjednoczone | 15  |  |  |
| 7    | Alec Statham     | Wielka Brytania   | 13  |  |  |
| 8    | Eric Langton     | Wielka Brytania   | 13  |  |  |
| 9    | Benny Kaufman    | Stany Zjednoczone | 12  |  |  |
| 10   | Jack Parker      | Wielka Brytania   | 10  |  |  |
| 11   | Arthur Atkinson  | Wielka Brytania   | 10  |  |  |
| 12   | Tommy Price      | Wielka Brytania   | 8   |  |  |
| 13   | Tommy Croombs    | Wielka Brytania   | 8   |  |  |
| 14   | George Newton    | Wielka Brytania   | 7   |  |  |
| 15   | Geoff Pymar      | Wielka Brytania   | 7   |  |  |
| 16   | Jack Ormston     | Wielka Brytania   | 5   |  |  |
| 17   | Frank Varey      | Wielka Brytania   | 4   |  |  |